# Taraxacum elegantius
Taraxacum elegantius — вид квіткових рослин з родини айстрових (Asteraceae). Вид зростає в Європі: Данія, Німеччина, Польща, Чехія, Іспанія; це багаторічна рослина помірних біомів.